# Nuoto di fondo ai II Giochi del Mediterraneo sulla spiaggia
Le gare di nuoto di fondo ai II Giochi del Mediterraneo sulla spiaggia si sono svolti dal 25 al 31 agosto 2019 a Patrasso, in Grecia.

## Podi
| Evento          | Oro                                                                                         | Argento                                              | Bronzo                                                                |
| 5km maschile    | Andrea Manzi                                                                                | Marcello Guidi                                       | Georgios Arniakos                                                     |
| 5km femminile   | Silvia Ciccarella                                                                           | Ginevra Taddeucci                                    | Sofie Callo                                                           |
| Staffetta mista | Portogallo Tiago Filipe Carvalho de Campos Rafael Lourenço Gil Angélica Maria Ribeiro André | Italia Marcello Guidi Andrea Manzi Silvia Ciccarelli | Grecia Dimitrios Manios Georgios Arniakos Styliani Eleftheria Aplanti |

## Medagliere
| Pos.   | Paese      | Oro | Argento | Bronzo | Tot |
| ------ | ---------- | --- | ------- | ------ | --- |
| 1      | Italia     | 2   | 3       | 1      | 6   |
| 2      | Portogallo | 1   | 1       | 0      | 2   |
| 3      | Grecia     | 0   | 0       | 2      | 2   |
| Totale | Totale     | 3   | 3       | 3      | 9   |